# Matti Paasivuori
Matti Paasivuori, född 6 maj 1866 i Ilmola, död 16 juni 1937 i Helsingfors, var en finländsk politiker.
Paasivuori var en av den finska arbetarrörelsens ledare, tidigare snickare. Han var en banbrytare inom Finlands arbetarrörelse och påverkade dess ideologiska och politiska utveckling. Sedan 1907 var han riksdagsledamot och deltog i utvecklingen av arbetarskyddslagstiftningen. 
Han var moderat till sin politiska läggning och efter finska inbördeskriget 1918 den ende representanten från den politiska vänstern som deltog i lantdagens första samling. År 1917 hade han varit vice chef för handels- och industriexpeditionen i Oskari Tokois senat, den första regeringen i världen som leddes av en socialdemokrat, och från 1926 till 1927 var han socialminister i regeringen Tanner.
Han är begravd på Sandudds begravningsplats i Helsingfors.